# Глухие переднеязычные взрывные согласные
Глухие переднеязычные взрывные согласные — наиболее часто встречающиеся в языках мира согласные. В международном фонетическом алфавите обозначаются символом ⟨t⟩. По месту образования различают такие разновидности глухих переднеязычных взрывных согласных, как зубной, зубно-альвеолярный, альвеолярный и постальвеолярный. Два из них обозначаются символами с подстрочной диакритикой: зубной — ⟨t̪⟩, постальвеолярный — ⟨t̠⟩.
- место образования:
  - зубной;
  - зубно-альвеолярный;
  - альвеолярный;
  - постальвеолярный
- способ артикуляции: взрывной;
- шумный, глухой;
- пульмонический согласный.

## Зубные или зубно-альвеолярные
| Белорусский | стагоддзе      | [s̪t̪äˈɣod̪d̪͡z̪ʲe]     | «столетие» | ламинальный зубно-альвеолярный |
| Латышский   | tabula         | [ˈt̪äbulä]         | «стол»     | ламинальный зубно-альвеолярный |
| Пазехский   | [mut̪apɛt̪aˈpɛh] | [mut̪apɛt̪aˈpɛh]    | «хлопать»  | дентальный                     |
| Польский    | tom            | МФА: [t̪ɔm]о файле | «том»      | ламинальный зубно-альвеолярный |
| Русский     | толстый        | [ˈt̪ʷo̞ɫ̪s̪t̪ɨ̞j]       | «толстый»  | ламинальный зубно-альвеолярный |

## Альвеолярные
| Английский | Английский | tick  | [tʰɪk]   | «тиканье» |                                    |
| Финский    | Финский    | parta | [ˈpɑrtɑ] | «борода»  | аллофон звонкого зубного взрывного |

## Другие
| Немецкий  | Немецкий  | Tochter | [ˈtɔxtɐ] | «дочь» | вариант между ламинальным зубно-альвеолярным, ламинальным альвеолярным и апикальным альвеолярным |
| Словацкий | Словацкий | to      | [t̻o̞]     | «это»  | вариант между ламинальным зубно-альвеолярным и ламинальным альвеолярным                          |